# هیروتومی آرای
هیروتومی آرای (انگلیسی: Hirofumi Arai) یک هنرپیشه اهل کشور ژاپن است.